# Diócesis de Shanghái
La diócesis de Shanghái (en latín: Dioecesis Sciamhaevensis y en chino: 天主教上海教区) es una circunscripción eclesiástica de la Iglesia católica en China. Se trata de una diócesis latina, sufragánea de la arquidiócesis de Nankín. Desde el 15 de julio de 2023 su obispo es Giuseppe Shen Bin, aunque para el Anuario Pontificio es sede vacante desde el 10 de septiembre de 1948.

## Territorio y organización

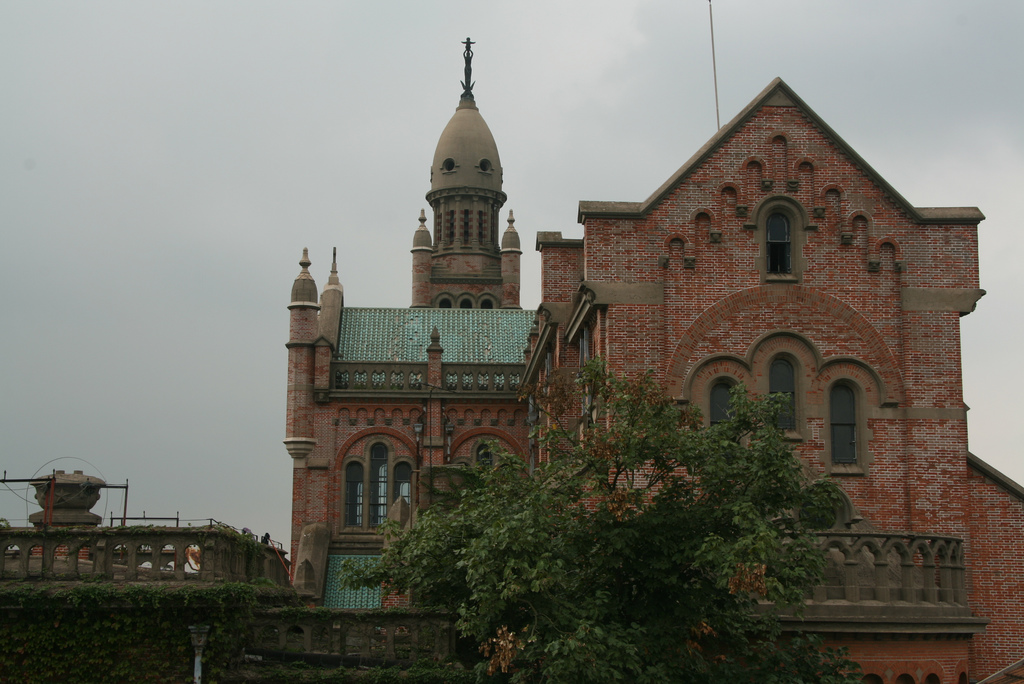
Basílica de She Shan

La diócesis tiene 10 000 km² y extiende su jurisdicción sobre los fieles católicos de rito latino residentes en el municipio Shanghái y en parte de la provincia de Jiangsu.
La sede de la diócesis se encuentra en la ciudad de Shanghái, en donde se halla la Catedral de San Ignacio y la basílica de María Auxiliadora, conocida como She Shan.

## Historia
La Iglesia católica apareció en Shanghái en 1608 cuando Paolo Xu Guangqi, el primer católico de Shanghái, invitó al jesuita italiano Lazzaro Cattaneo (nacido en la ciudad ligur de Sarzana en 1560) a predicar en la ciudad. Unas 200 personas fueron bautizadas durante los dos años de estancia del misionero. La primera Iglesia católica se construyó cerca de Xujiahui, donde hoy se encuentra la catedral.
El vicariato apostólico de Shanghái fue erigido el 13 de diciembre de 1933 con la bula Iampridem Apostolica del papa Pío XI, obteniendo el territorio del vicariato apostólico de Nankín (hoy arquidiócesis).
El 11 de abril de 1946 el vicariato apostólico fue elevado a diócesis con la bula Quotidie Nos del papa Pío XII.
El 9 de junio de 1949 cedió partes de su territorio para la erección por el papa Pío XII de la diócesis de Suzhou (mediante la bula Quo catholicae fidei) y las prefecturas apostólicas de Haizhou y Yangzhou (ambas mediante la bula Recta Ecclesiarum)
El 27 de mayo de 1949 el Partido Comunista de China capturó Shanghái, se impuso en la guerra civil y proclamó la República Popular China el 1 de octubre de 1949. El 4 de septiembre de 1951 China comunista expulsó al nuncio apostólico Antonio Riberi y la Santa Sede continuó reconociendo a la República de China en Taiwán como el legítimo gobierno chino. Todos los misioneros extranjeros fueron expulsados de China comunista en 1952.
La Asociación Patriótica Católica China fue creada con el apoyo de la Oficina de Asuntos Religiosos de la República Popular de China en 1957, con el objetivo de controlar las actividades de los católicos en China. Su nombre público es Iglesia católica china y es referida como la "Iglesia oficial" en contraposición a la "Iglesia subterránea" o "Iglesia clandestina" leal a la Santa Sede.
En el período de 1966 a 1976 la Revolución Cultural se ensañó especialmente contra la religión, destruyéndose numerosas iglesias y cesaron todas las actividades religiosas en la diócesis. La diócesis reasumió sus actividades en la década de 1980.
En 2005 el obispo "clandestino" de la diócesis era el jesuita Giuseppe Fan Zhongliang, ordenado en 1985, mientras que el obispo "oficial", reconocido por el gobierno chino, era Luigi Jin Luxian, también jesuita, que en 1982 fue liberado de una condena de 27 años de prisión que le fue impuesta durante la dictadura maoísta, adherida a la Iglesia gubernamental; ambos eran muy mayores en ese momento. En ese año fue ordenado un obispo auxiliar en la persona de Giuseppe Xing Wenzhi, que debía ocupar el lugar de los dos obispos, con el consentimiento del gobierno y aparentemente también de la Santa Sede; sin embargo, Xing Wenzhi dimitió a principios de 2012.
El 30 de mayo de 2012, el nuevo obispo auxiliar, Taddeo Ma Daqin, fue elegido, según los procedimientos establecidos por la Asociación Patriótica Católica China, y consagrado el 7 de julio siguiente. Su postura, calificada de "valiente" por las agencias de prensa extranjeras, llamó la atención de la policía local, que lo puso bajo arresto domiciliario en el seminario diocesano. Posteriormente, la Conferencia Episcopal Patriótica China revocó su nombramiento (12 de diciembre de 2012 ); el hecho suscitó la reacción de disgusto de la Santa Sede. En junio de 2016, sin embargo, aparece una declaración suya en el blog personal del obispo Ma que parece retractarse de sus críticas a la Asociación Patriótica.
El 22 de septiembre de 2018 se firmó en Pekín el Acuerdo provisional entre la Santa Sede y la República Popular de China sobre el nombramiento de los obispos. El 22 de octubre de 2020 el acuerdo fue prorrogado por otros dos años y en octubre de 2022 por otros dos años más.
Debido a la situación particular de la Iglesia católica en China, la Santa Sede no nombra obispos para las diócesis chinas, que son sedes oficialmente vacantes incluso en presencia de obispos reconocidos por Roma.
La situación se complicó aún más en 2023, cuando la Asociación Patriótica señaló a Joseph Shen Bin (desde 2010 obispo, con aprobación papal, de Haimen) como nuevo obispo de Shanghái. Parece que el traslado no había sido acordado con la Santa Sede, violando así los acuerdos de 2018 sobre el nombramiento de obispos. El 15 de julio siguiente, el papa Francisco confirmó el traslado.

## Estadísticas
Según el Anuario Pontificio 1951 la diócesis tenía a fines de 1950 un total de 195 sacerdotes226 religiosos y 690 religiosas.
| Año                                                                             | Población            | Población | Población      | Sacerdotes | Sacerdotes    | Sacerdotes    | Bautizados por sacerdote | Diáconos permanentes | Religiosos | Religiosos | Parroquias |
| Año                                                                             | Bautizados católicos | Total     | % de católicos | Total      | Clero secular | Clero regular | Bautizados por sacerdote | Diáconos permanentes | Varones    | Mujeres    | Parroquias |
| ------------------------------------------------------------------------------- | -------------------- | --------- | -------------- | ---------- | ------------- | ------------- | ------------------------ | -------------------- | ---------- | ---------- | ---------- |
| 1950                                                                            | ?                    | 6 000     | ?              | 195        | 78            | 117           | ?                        |                      | 226        | 690        |            |
| Fuente: Catholic-Hierarchy, que a su vez toma los datos del Anuario Pontificio. |                      |           |                |            |               |               |                          |                      |            |            |            |

Según los datos estadísticos reportados por la agencia Mep Asie, la diócesis de Shanghái en 2010 contaba circa 150 000 fieles, con 91 sacerdotes oficiales y 50 clandestinos.

## Episcopologio
- Auguste Alphonse Pierre Haouisée Haouisée, S.I. † (13 de diciembre de 1933-10 de septiembre de 1948 falleció)
- Ignazio Kung Pin-mei † (15 de julio de 1950-12 de marzo de 2000 falleció)
  - Sede vacante (2000-2023)
  - Luigi Zhang Jia-shu, S.I. † (27 de abril de 1960 consagrado-25 de febrero de 1988 falleció) (obispo oficial)
  - Luigi Jin Luxian, S.I. † (25 de febrero de 1988 por sucesión-27 de abril de 2013 falleció) (obispo oficial)[22]
  - Giuseppe Fan Zhongliang, S.I. † (12 de marzo de 2000 por sucesión-16 de marzo de 2014 falleció[23]) (obispo clandestino)
  - Giuseppe Shen Bin (4 de abril de 2023-15 de julio de 2023 confirmado obispo) (obispo oficial)
- Giuseppe Shen Bin, desde el 15 de julio de 2023